# Памятник-бюст Герою Советского Союза К. К. Красноярову
Памятник-бюст Герою Советского Союза К. К. Красноярову — памятник в городе Якутске посвящённый Красноярову Клавдию Карповичу.

## Значение памятника
Клавдий Карпович Краснояров получил звание Героя Советского Союза посмертно. Уроженец Омской области, до Великой Отечественной войны он работал транспортником Ленского речного пароходства. Был призван на фронт рядовым стрелком. Участник Курской битвы. 23 января 1943 года воинская часть, в которой служил Клавдий Карпович Краснояров, форсировала Днепр. Клавдий Краснояров и ещё несколько красноармейцев в числе первых переправились через Днепр и достигли правого берега. Выйдя через опушку леса они через поляну увидели укрепления врага. На правом фланге четыре дзота красноармейцы смогли заблокировать. На левом фланге оставался единственный дзот оказывающий сопротивление. Краснояров смог подползти до данного дзота и кинуть в неё противотанковую гранату. Немецкий пулемет в дзоте ненадолго замолк, но через время возобновил огонь. Краснояров самоотверженно закрыл дзот своим телом. За данный подвиг в 1944 году ему было присвоено звание Героя Советского Союза. В тот же год в честь него была переименована Алданская улица в Якутске.

## История памятника
Памятник Красноярову пережил несколько переносов. В первый раз памятник пришлось демонтировать по причине строительства церкви, во второй раз — по причине строительства жилого дома. 2 сентября 2015 года в рамках празднования 70-летия Победы в Великой Отечественной войне в присутствии жителей Якутска состоялось повторное открытие памятника Красноярову. Памятник нашёл место на пересечении на пересечении улицы Красноярова и проспекта Ленина. Там же был открыт и сквер посвящённый Красноярову.